# Museo Nacional de Culturas Populares
El Museo Nacional de las Culturas Populares está localizado en la Ciudad de México. El objetivo de este museo dependiente de la Secretaría de Cultura del Gobierno de México es documentar, por los medios adecuados y de manera sistemática, las iniciativas culturales populares, a fin de que tal documentación sea empleada en las tareas de difusión y promoción, y ofrecer muestras de las creaciones de la cultura popular y contribuir a que se conviertan en patrimonio cultural.
Es un espacio donde se documentan, estudian, preservan, estimulan, difunden y promueven sistemáticamente las diversas manifestaciones vivas de la cultura popular e indígena. Realiza exposiciones temporales, organiza eventos de acuerdo con el calendario festivo tradicional y desarrolla actividades didácticas y artísticas acordes con la temática de las exposiciones: talleres, cursos, seminarios, conciertos y presentaciones editoriales en el ámbito de las culturas populares.
Este recinto también es la sede del Centro de Información y Documentación (CID) Alberto Beltrán, fundado en 1971 para promover la investigación y el conocimiento sobre las artes y culturas de México.
El museo recibe cerca de 1.1 millones de visitantes cada año, que vienen a ver sus exhibiciones temporales y demás eventos.

## Historia
El Museo Nacional de Culturas Populares fue inaugurado el 1 de septiembre de 1982 por Guillermo Bonfil Batalla durante el sexenio de José López Portillo.
Durante los años veinte y treinta,  fue una residencia privada que luego se convirtió en un internado y después en un convento. En este edificio se encuentran la Sala Cristina Payán y la Librería EDUCAL.

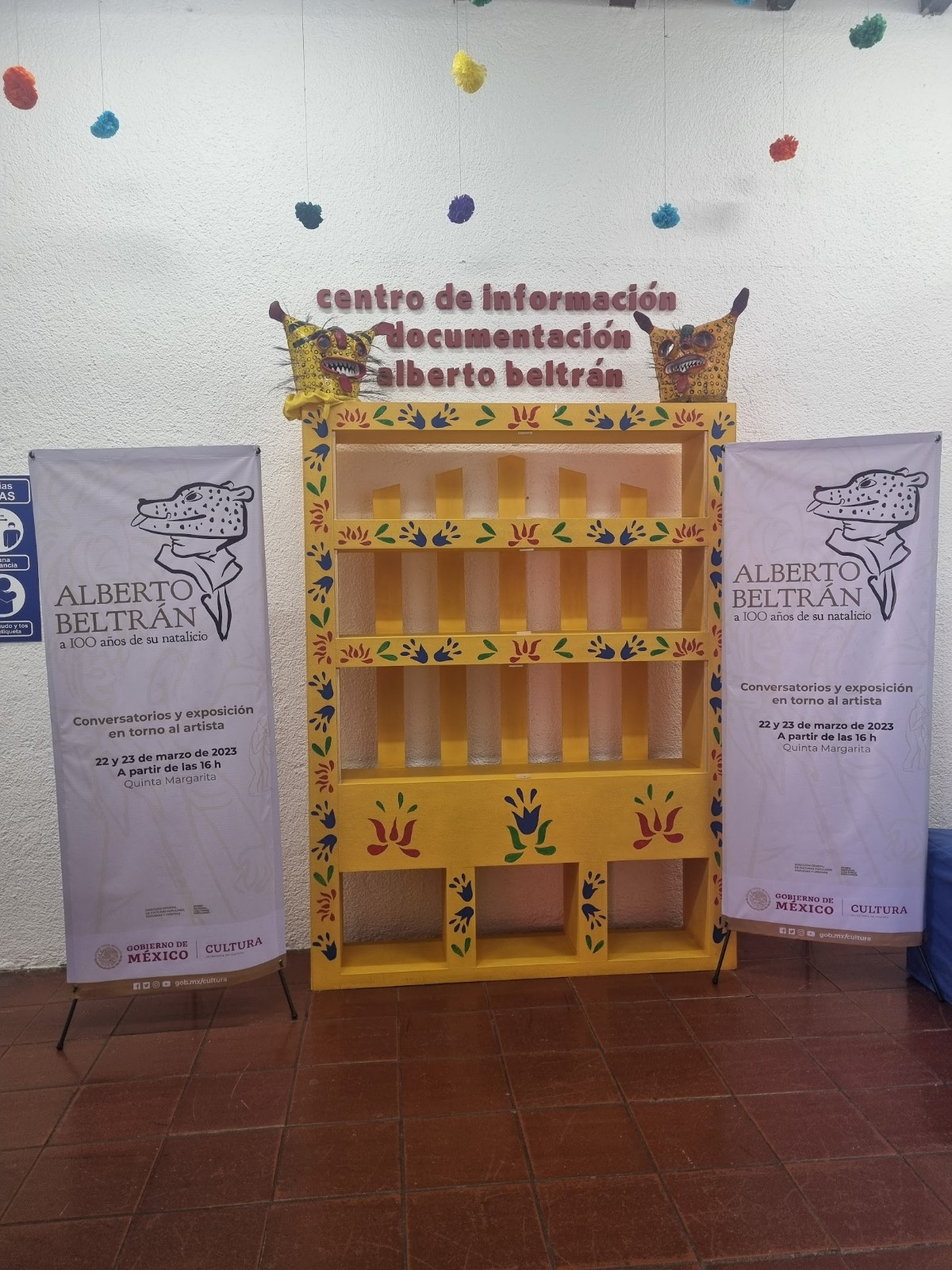
Centro de Información y Documentación (CID), albergado por el Museo de Culturas Populares

La Quinta Margarita fue parte de la Antigua Aduana de Coyoacán, originalmente parte de la Iglesia de San Juan Bautista.  El terreno fue nacionalizado en 1860 y las casas datan de finales del siglo XIX y actualmente albergan al Salón María Sabina y las Galerías de la Quinta Margarita. También, la Sala Guillermo Bonfil Batalla es trabajo del arquitecto Santiago de la Torre y fue una extensión realizada entre 1982 y 1983 cuando el museo abrió.
Durante su gestión como director general de Culturas Populares de Conaculta (hoy Secretaría de Cultura), Leonel Durán Solís materializó la idea de este proyecto que venía gestándose desde hacía tiempo y su fundador y primer director fue el antropólogo Guillermo Bonfil Batalla. Su primer programa fue llamado “El maíz, fundamento de la cultura popular mexicana” con una exhibición en el museo así como un póster relacionado al tema, una competición de monografía y varias publicaciones incluido un libro de cocina.
Cientos de exposiciones temporales e itinerantes, talleres, conciertos, presentaciones de libros y discos, teatro, danza, gastronomía y exposiciones artesanales, entre otras expresiones culturales que nacen de las distintas regiones y entidades de México, han ocupado las salas de exposiciones y patios de esta construcción de influencia europea, catalogada como monumento histórico y edificada a finales del siglo XIX y principios del XX, durante la época del Porfiriato.
Entre 2005 y 2009, el lugar sufrió dos periodos de renovación, mayormente el edificio de la capilla, que data del siglo XIX. La restauración incluyó el sellado del tejado, drenaje, herramientas para talleres, y la expansión del almacén del museo.

## Salas

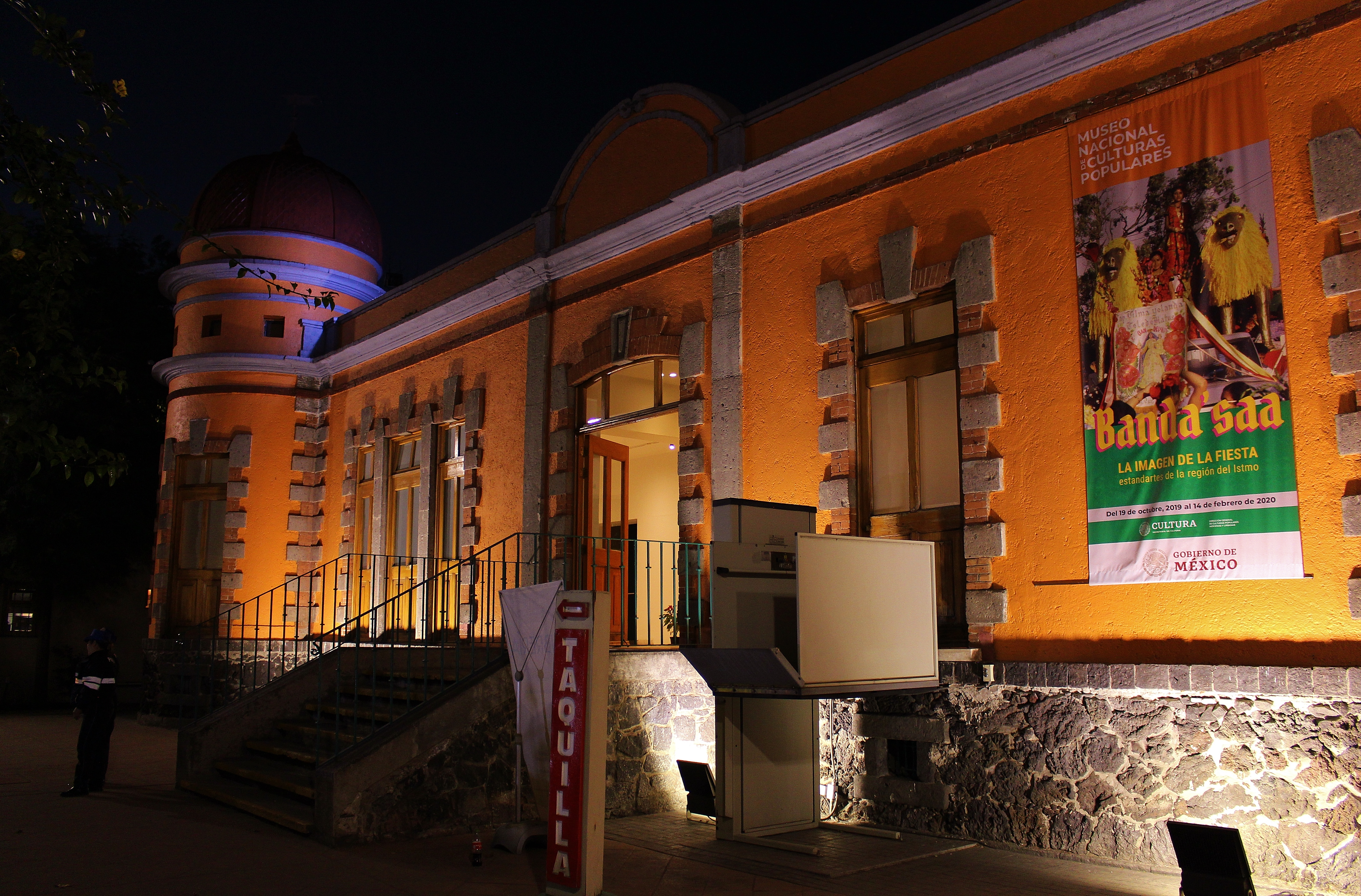
Toma nocturna de la entrada principal del Museo Nacional de Culturas Populares.

El museo contiene cinco áreas principales de exhibición: La capilla, la quinta Margarita, el Anexo de Moctezuma, las áreas del patio y el pasillo Guillermo Bonfil Batalla. La capilla es el área principal de exhibición, el cual es un edificio construido a mitad del siglo XIX. El edificio cuenta con dos plantas con espacio para exhibiciones, almacenaje y la librería EDUCAL, la cual se dedica principalmente a la venta de publicaciones de la Secretaría de Cultura. En el segundo piso se localizan áreas para conferencias y otros eventos.
El Centro de Información y Documentación (CID) "Alberto Beltrán" (Alberto Beltrán Information and Documentation Center) tiene más de 152,000 documentos históricos, relacionados con las culturas mexicanas. Su acervo se divide en seis áreas: documental, biblioteca, hemeroteca, videoteca, fonoteca y fototeca. El CID se encuentra abierto al público, para consulta de sus materiales. Originalmente, en 1971, fue establecido en las instalaciones de Coyoacán, antes que el museo, por la Dirección General de Arte Popular de la Secretaría de Educación Pública, bajo la dirección de Alberto Beltrán, para promover la investigación sobre las artes y culturas populares de México. El nombre de Alberto Beltrán fue agregado en su honor en 2005.

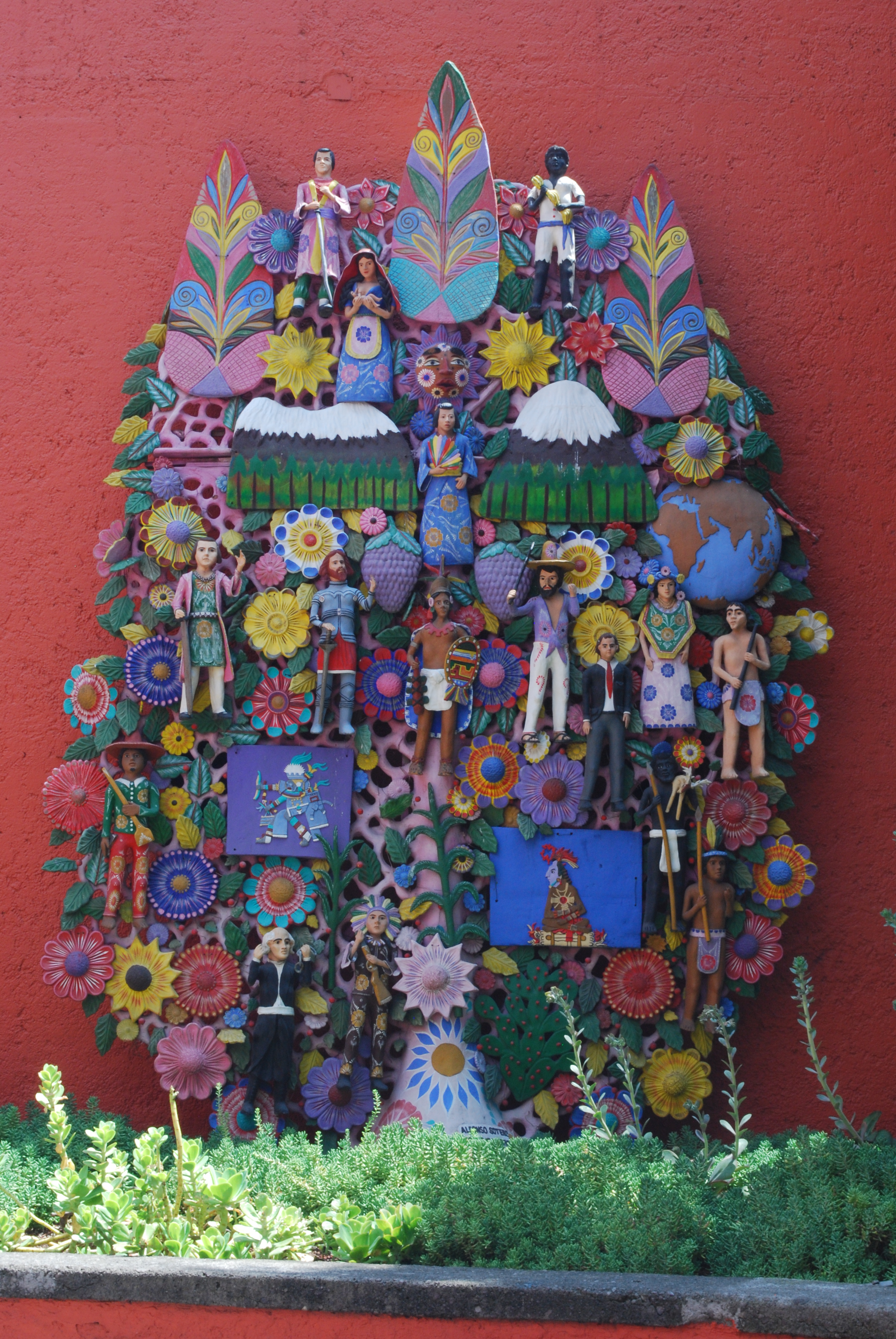
Escultura del árbol de la vida en el museo

| Sala de exhibición            | Descripción | Imagen |
| ----------------------------- | --- | ------ |
| El convento                   | Espacio principal del museo que data de finales del siglo XIX. En sus dos niveles alberga la sala de exposiciones Cristina Payán, la librería Educal, área de restauración y almacenamiento temporal de piezas y taller de diseño museográfico. En el segundo nivel se realizan conferencias, reuniones, simposiums, audiovisuales y cursos. |        |
| Quinta Margarita              | Patio central techado con capacidad para 300 personas. Aquí se realizan conferencias, talleres, muestras gastronómicas, audiovisuales, conciertos y presentaciones de libros. |        |
| Anexo Moctezuma               | Da albergue a la sección de Servicios Educativos del museo, en cuyo patio se preparan las actividades propuestas por los asesores educativos. |        |
| Sala Guillermo Bonfil Batalla | Construido en 1981, destinado para la realización de las exposiciones de gran formato. |        |
| Patios                        | Conformado por los patios Jacarandas, Central y Moctezuma que comunican los distintos espacios del museo y los cuales son utilizados para actividades como audiciones, bailables, presentaciones de libros, conferencias y exposiciones magnas.                                                                                              |        |

## Colección
El museo cuenta con más de 15 200 piezas, las más importantes son el Cuezcomate, el Árbol de la vida y el mural de los tejedores de sueños.
El Cuezcomate es una palabra Nahuatl que significa guardia de pan o grano. Es una replia de una construcción mesoamericana hecha de barro y hojas de palma utilizado para almacenar el maíz. La estructura sigue el modelo de las del Estado de Morelos. Fue creado para la primera exposición del museo en 1982 y permanece en las zonas de patio. 
El Árbol de la vida, es una escultura de barro cocido asociada a Metepec, Estado de México. Este árbol de cinco metros de altura fue creado por José Alfonso Soteno Fernández en 1992, para conmemorar el 500 aniversario de los viajes de Cristóbal Colón. Contiene alusiones a la cultura indígena cuando Colón llegó, alusiones a la cultura española y a los esclavos afro-mexicanos,  que se han combinado para crear las diversas manifestaciones de la cultura mexicana. 
El mural "Tejedores de Sueños” es mural de grafiti. La iconografía es ecléctica con imágenes de nopal, personas enmascaradas, insectos robóticos y una mezcla en un estilo que combina el arte popular mexicano y el de los cómics.

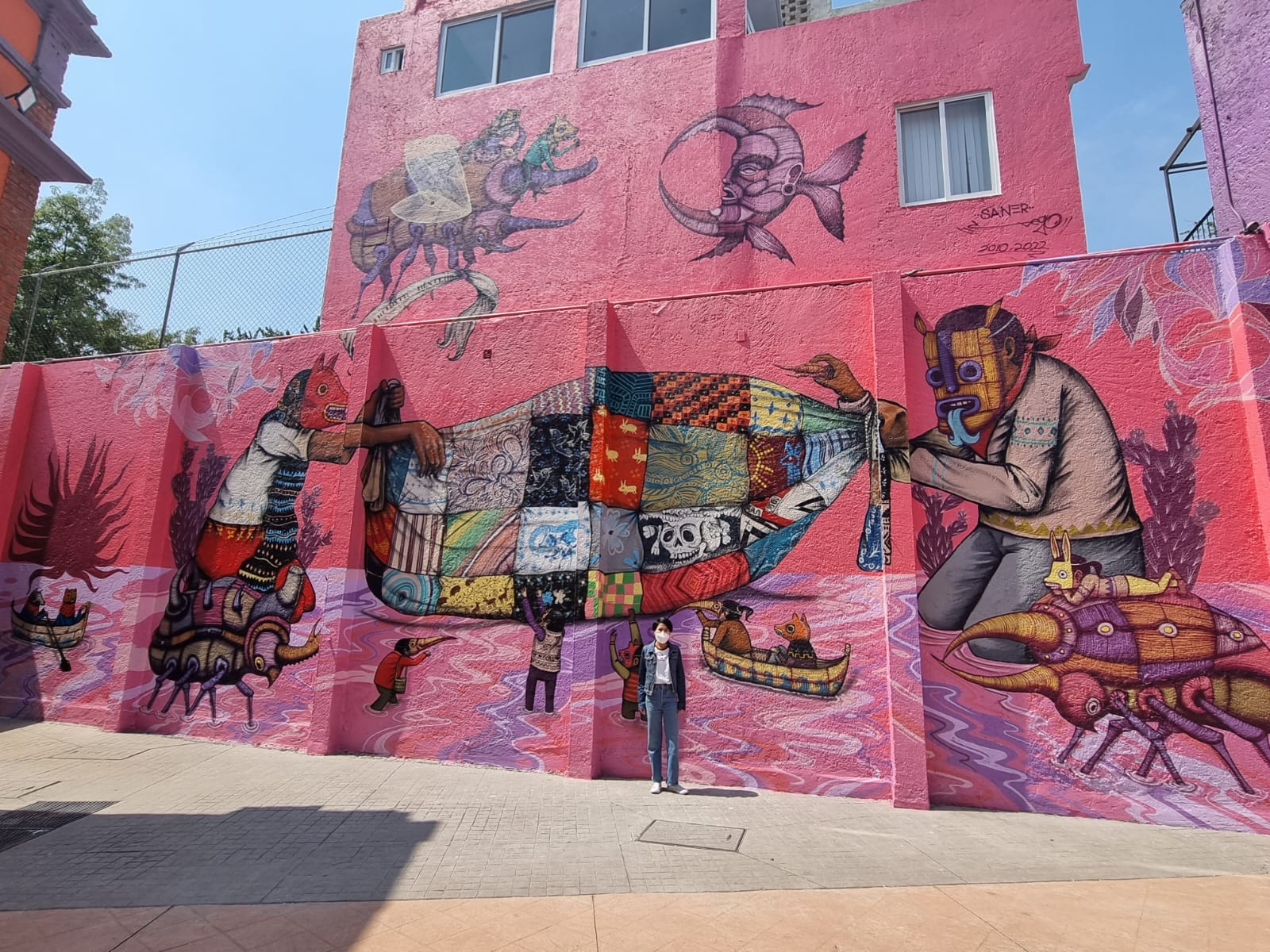
Mural Tejedores de Sueños en Museo Nacional de Culturas Populares

## Eventos y exposiciones

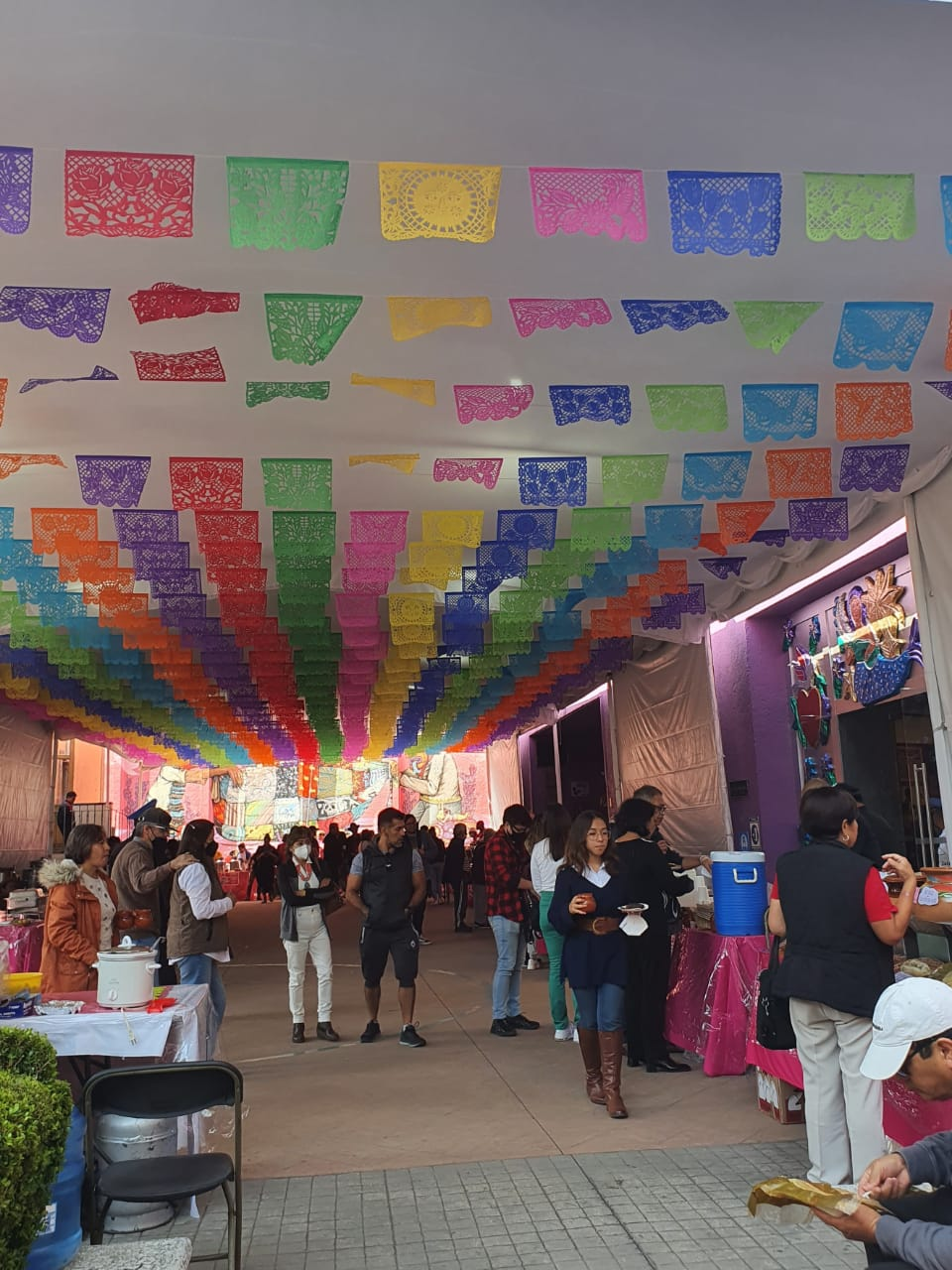
Feria del Tamal 2023 en Museo Nacional de Culturas Populares

El Museo Nacional de culturas Populares tiene una agenda completa de cultura y actividades recreacionales, incluidos conciertos, danza, conferencias, seminarios, talleres, videos, libros, presentaciones de música, venta de artesanías mexicanas y comida mexicana. El museo ha sido la locación del festival anual del tamal desde 1993 con ejemplos de tamales de todas partes de México.
También, ofrece talleres y otras clases para profesionales en museos interesados en promover las culturas populares de México. También ofrece tours guiados que están generalmente asociados con talleres.
La mayoría de sus eventos son exhibiciones temporales relacionadas con algunos aspectos de las culturas de México. Ha albergado más de 400 exposiciones entre ellas: 
En 1997 tuvo una exhibición llamada la ruta del Esclavo, la cual mostraba la historia de la esclavitud africana en México durante la época colonial.
Para el día de muertos de 2011, el museo realizó un evento llamado Tzompantli Gráfico en el cual veinte artistas, incluidos Fupete de Italia y Lucas Varela de Argentina, crearon imágenes modernas de calaveras similares a las tzompantli  Mesoamericas o empalizada de madera. Para la misma festividad, se realizaron ofrendas con la boca y el pie: lienzos llenos de tradición con altares del día de los muertos de un grupo de artistas llamados Asociación de Pintores con la Boca y el Pie, fundada en 1963.
En 2012 el museo realizó una exhibición temporal llamada “Favores insólitos. Exvoto contemporáneo” con esencia de ofrenda votiva que abrcó temas como la prostitución, table dance, diversidad sexual, infidelidad, figuras de cultura popular, problemas familiares y brujería. El mismo año se realizó una exhibición llamada “Tápame con tu rebozo” en la cual se mostraban y vendían rebozos de varias partes del centro y sur de la república mexicana que datan de 1860 a 2012. También se exhibieron 3,500 piezas de joyería y otros adornos en una exposición llamada "Las perlas de la Virgen y tus labios de coral". El adorno popular, que incluía plata de gente purépecha, cuentas de la gente Huichol, y platería y joyas de Puebla, Chiapas, Yucatán y Veracruz. Además en 2012 tuvo una exhibición de arte donde se mostraron pinturas y fotografías hechas por indígenas, también se incluyeron ilustraciones tradicionales, evaluando sus propiedades artísticas.

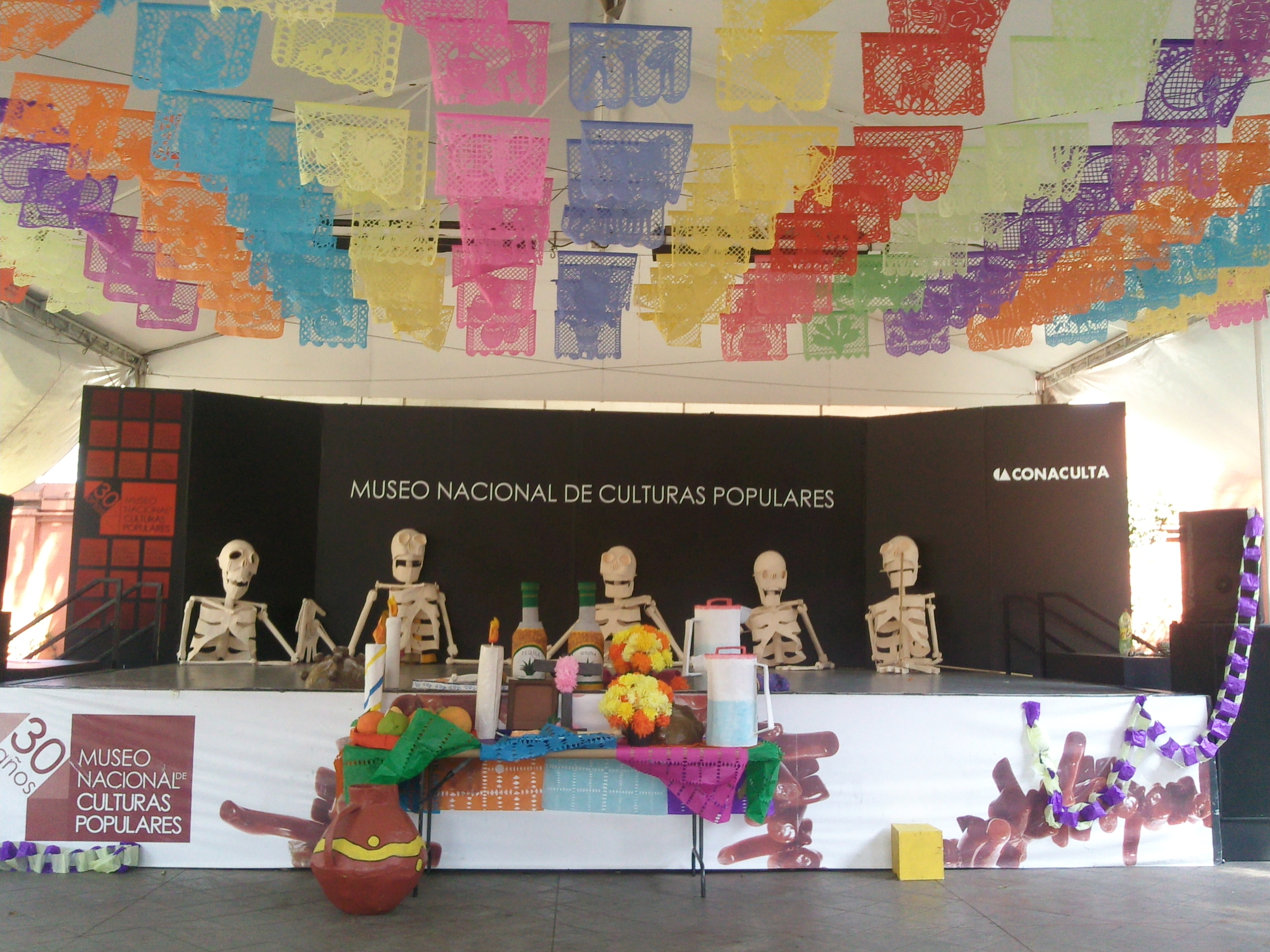
Museo decorado para el Día de Muertos.

El museo tiene además exposiciones relacionadas con las clases trabajadoras, pescadores,  a la planta de maguey, al café mexicano y a la danza folclórica mexicana.
Actualmente se encuentra celebrando su aniversario 40 a través de la exposición "Espejos de identidades"  cuyo propósito es exhibir parte de las piezas que han sido parte del museo desde su fundación y ofrecer una mirada transversal del acervo de conocimientos, habilidades, formas de comunicación y de expresión, valores e historia de las comunidades en México.